# Jadwiga Marcinowska
Jadwiga Marcinowska ps. J. M. Perświt, J. Pereświt, Starża, (ur. 28 października 1877 w Starej Bielicy, zm. 4 stycznia 1943 w Warszawie) – pisarka i poetka, działaczka ruchu ludowego i kobiecego.

## Życiorys
Urodziła się jako córka Józefa, powstańca z 1863 i Józefy, z domu Pereświt-Sołtan. Uczyła się w domu oraz na prywatnej stancji w Wilnie (1883-91). W 1891 po przeniesieniu się rodziny do Janowic w pow. radomskim, który to majątek jej ojciec dzierżawił złożyła w gimnazjum w Radomiu egzamin, uzyskując patent nauczycielski. Pracowała jako nauczycielka domowa w dworach guberni radomskiej (1891-96). Od 1896 studiowała w Warszawie literaturę pod kierunkiem P. Chmielowskiego. W tym samym roku wstąpiła do Zetu i Ligi Narodowej. Debiutowała jako pisarka opowiadaniem pt. W Wielkim Tygodniu, w ,,Gazecie Świątecznej”. Studiowała jako wolny słuchacz literaturę i filozofię na Uniwersytecie Jagiellońskim w Krakowie (1898-99) i na Sorbonie w Paryżu (1900-01). Na studiach udzielała się w pracach Zetu i „Zjednoczenia”.
Po powrocie do kraju mieszkała na stałe w Janowicach k. Radomia. Kontynuowała pracę literacką, wydała wtedy m.in. dramaty Bajka” (1903), „W długą noc” (1902), „W głębi” (1902), „Światło” (1903), dwa tomy poezji „Ogniwa” (1904) i „Przebłyski” (1905) oraz wiele artykułów krytyczno-literackich drukowanych w czasopismach warszawskich, krakowskich, wileńskich. Rozwijała szeroką działalność w Lidze Narodowej. Założyła m.in. wraz z Janem Wigurą pierwsze koło Towarzystwa Oświaty Narodowej w Radomskiem. Prowadziła kolportaż „Polaka” i ,,Przeglądu Wszechpolskiego” w gub. radomskiej. Aresztowana i więziona przez trzy miesiące w Radomiu (1904). Podczas rewolucji 1905-07 działała na rzecz polonizacji szkół i urzędów w Radomskiem, organizowała tam koła wiejskie Polskiej Macierzy Szkolnej. Jednocześnie prowadziła w Warszawie tajne nauczanie pod firmą kursów dla ochroniarek (1905-06), za co znalazła się pod nadzorem policji. W 1907 roku opuściła kraj i udała się w podróż do Grecji. Za dramat hist. „Wyśniony dramat” otrzymała nagrodę na konkursie poetyckim im. Juliusza Słowackiego w Krakowie. W 1908 wraz z Aleksandrem Zawadzkim opuściła LN.
W latach 1909–12 odbyła podróże po Bliskim Wschodzie i Indiach, wrażenia z nich publikując w czasopismach warszawskich. Podczas pobytu w Indiach została teozofem. Po powrocie do kraju, osiadła na stałe w Warszawie. Utwory Marcinowskiej, gł. dramaty hist. cieszyły się współcześnie dużą popularnością. Związana ze środowiskiem Narodowego Związku Chłopskiego, „Zarzewia” i Polskich Drużyn Strzeleckich działała na rzecz irredenty antyrosyjskiej. Współzałożycielka w 1913 roku Ligi Kobiet Pogotowia Wojennego w Warszawie, i członkini jej pierwszego Zarządu, oraz współautorka statutu. Wraz z Izą Moszczeńską w 1913 wydała nielegalnie broszurę „Do Legionów” wzywającą do walki z Rosją. Po wybuchu I wojny świat. przejęła kierownictwo Ligi i rozpoczęła współdziałanie z Polską Organizacją Wojskową oraz z Konfederacją Narodową Polską,  Reprezentowała Ligę w porozumieniach politycznych lewicy niepodległościowej: Zjednoczeniu Organizacji Niepodległościowych (1914), Unii Stronnictw Niepodległościowych (1914-15), Komitecie Naczelnym Zjednoczonych Stronnictw Niepodległościowych (1915) i Centralnym Komitecie Narodowym (1915-17). Jedna z czołowych działaczek Narodowego Związku Chłopskiego, potem Związku Ludu Polskiego. Czł. redakcji „Ludu Polskiego (1913-14), współpracowała z redakcją „Niepodległości”. Po przeniesieniu do Lublina w 2 poł. 1915 weszła w skład Wydziału Narodowego Lubelskiego. Była redaktorem naczelnym pisma WNL „Sprawa Polska” oraz członkiem redakcji „Polski Ludowej” (1915-17). Wydała także szereg książek o tematyce niepodległościowej, m.in. „Pieśni gryzące” (1916), ,,Szopka żołnierska” (1917), „Legioniści” (1917). Od powstania Polskiego Stronnictwa Ludowego czł. Zarządu Okręgowego w Lublinie (1915-16). Założyła szereg kół Ligi Kobiet PW na terenie Lubelskiego, Radomskiego i Kieleckiego. Od zjazdu w Radomiu przewodnicząca (1916-17) i wiceprzewodnicząca (1917-18) Zarządu Naczelnego Ligi Kobiet PW. Współredagowała wspólne organy Lig Kobiet Królestwa i Galicji miesięczniki „Czyn” (1916), i „Na posterunku” (1917-18). Przez całą I wojnę świat. przewodniczyła kołu ludowemu Ligi Kobiet PW w Janowicach.
Po odzyskaniu niepodległości mieszkała w Janowicach i Warszawie. W tym czasie poświęciła się działalności literackiej, porządkując i wydając swoje utwory napisane w poprzednim czasie. Rozwijała także zainteresowania filozoficzne, których rezultatem były ,,Wartości religijne myśli polskiej” (1922), gdzie gloryfikowała tzw. filozofię narodową i mesjanizm. W l. 1922-25 pracowała w konsulacie w Chicago i ambasadzie polskiej w Waszyngtonie. Następnie pozostała w USA, pracując w redakcjach ,,Dziennika Ludowego” i ,,Nowego Świata” oraz ,,Polish Press Information Biulletin”, publikując artykuły na temat współczesnej literatury amerykańskiej, teatru, reportaże i korespondencje. Współpracowała także z pismami w Polsce. W 1938 powróciła do Polski, gdzie pracowała w Ministerstwie Rolnictwa zajmując się sprawami kultury wsi. Zmarła 4 stycznia 1943 wskutek wypadku tramwajowego. Pochowana na cmentarzu Powązkowskim w Warszawie (kwatera 137-3-4). Odznaczona Krzyżem Niepodległości (1931). Twórczość Marcinowskiej, obejmująca ponad 40 książek, współcześnie doceniana, została całkowicie zapomniana.